# Lepidostoma lobatum
Lepidostoma lobatum is een schietmot uit de familie Lepidostomatidae. De soort komt voor in het Nearctisch gebied.